# Schwarzwald-Stadion
El Dreisamstadion es el campo de fútbol en el que juegan los equipos SC Freiburg II y sort-club Friburgo femenino del SC Friburgo en Friburgo, Alemania. Está ubicado en el Distrito Este de Waldsee en la Schwarzwaldstraße de la ciudad, frente al río Dreisam.

## Historia
Después de la Segunda Guerra Mundial, el SC Freiburg no tenía un campo propio en el que disputar sus partidos. No fue sino hasta 1953 que el club recibió un sitio en el este de la ciudad en el que se creó un campo deportivo, que se inauguró oficialmente el 1 de septiembre de 1954.
Actualmente, tras las renovaciones de 1998, cuando la grada norte y la tribuna este se ampliaron, dispone de asientos accesibles a personas de movilidad reducida en la tribuna este, con asientos cercanos al terreno de juego. El estadio abarca 24 000 espectadores con 14 000 asientos permanentes y 10 000 plazas disponibles. Todas las tribunas están cubiertas. A raíz de una denuncia desde el barrio del estadio, se prohíbe la ampliación del aforo del estadio.
En la última renovación se dotó al estadio con dos plantas de energía fotovoltaica (capacidad: 250 000 kWh/año) cubriendo gran parte de las necesidades energéticas del club. Incluso la hierba está equipada con mecanismo que protegen el medio ambiente, gracias a los motores de calefacción ecológicos. Se construyó en 2004 un edificio funcional para acoger invitados VIP. Este edificio está situado en la esquina noroeste del estadio.
Con el transcurso del tiempo también experimentó los actualmente comunes y discutidos nombres comerciales en Alemania. El último contrato acabó mediados 2021 (Schwarzwald-Stadion «Estadio de la Selva Negra» patrocinado por la oficina de turismo de la Selva Negra). Desde entonces volvió a llamarse con su nombre tradicional de referencia al río Dreisam a su costado.
En varias ocasiones se llevaron a cabo en el Dreisamstadion partidos internacionales; por ejemplo, el amistoso Alemania contra Luxemburgo poco antes de la Copa Mundial de Fútbol de 2006. Durante esa Copa del Mundo, el estadio sirvió de sede de entrenamiento al equipo nacional de los Países Bajos.

## Actualidad
Como el estadio no cumple con las directrices de la UEFA (el terreno de juego es 4.50 metros demasiado corto), los partidos de competiciones europeas que van más allá de la fase de clasificación solo se pueden jugar con un permiso especial.
Después de que en 2012 se determinó que la modernización del estadio no era rentable, en febrero de 2015 se tomó la decisión de construir un estadio completamente nuevo al lado del aeródromo de Friburgo.  La construcción del nuevo Estadio comenzó en noviembre de 2018 y el Sport-Club Freiburg se mudó a él a mediados del primer semestre de la temporada 2021-22.
Desde la mudanza del SC Freiburg al Europa-Park Stadion, tanto SC Freiburg II como SC Freiburg Frauen, equipo filial y equipo femenino respectivamente, utilizan el estadio para sus partidos como local.